# Apple A4
Az Apple A4 egy package on package (PoP, tok a tokozáson) technológiájú egylapkás rendszer (SoC); tervezője az Apple Inc., gyártója a Samsung. Az APL0398 (S5PC110A01) jelölésű eszköz az egymagos ARM Cortex-A8 RISC CPU mellett egy Power architektúrán alapuló PowerVR GPU-t használ, tervezésénél a fogyasztás hatékonyságára törekedtek. A processzor szóhossza 32 bites, adatsíne 64 bites. A csip kereskedelmi megjelenése egybeesett az Apple iPad tabletjének 2010 áprilisi bemutatásával; amelyet rövidesen az iPhone 4 okostelefon, az iPod Touch 4. generációja, valamint az Apple TV 2. generációjának megjelenése követett. A következő évben az iPad 2-ben megjelent Apple A5 processzor váltotta föl, amelyet sorjában az Apple A5X processzor váltott fel, az iPad 3. generációjában.

## Kialakítás
Az Apple A4 az ARM processzor-architektúrán alapul. Az első kibocsátott változat 1 GHz-es órajelen fut az iPadban, és egyetlen ARM Cortex-A8 CPU magot tartalmaz, amelyet egy PowerVR SGX 535 grafikai processzorral párosítottak össze. A processzor a Samsung 45 nm-es csíkszélességű gyártási eljárásával készült. A processzor órajele 800 MHz az iPhone 4 és a 4. generációs iPod Touch készülékekben, az Apple TV-be szerelt egység órajelét nem publikálták.
Az A4-ben alkalmazott Cortex-A8 mag valószínűleg tartalmaz az Intrinsity által (amely később az Apple tulajdonába került) a Samsunggal együttműködve kifejlesztett teljesítményjavító technikákat, bár ennek a részleteit szintén nem publikálták. Az eredményül létrejött „Hummingbird” kódnevű mag más implementációknál sokkal magasabb órajeleken képes futni, miközben teljes mértékben kompatibilis maradt az ARM Cortex-A8-as kialakításával. További teljesítméntfokozó tényező a hozzáadott L2-es gyorsítótár. Az A4-ben alkalmazott Cortex-A8 CPU mag ugyanaz, mint a Samsung S5PC110A01 SoC-kbe is épített magok.
Az A4 processzor tok nem tartalmaz RAM-ot, de támogatja a PoP rendszerű felszerelést (ez a technika az egyes lapkák egymás fölötti, térbeli elrendezését teszi lehetővé). Az iPad, 4. generációs iPod Touch és 2. generációs Apple TV készülékekbe épített A4-es felső tokja két kisfogyasztású 128 MiB-os DDR SDRAM memóriacsipet tartalmaz, ezáltal összesen 256 MiB RAM-ot. A RAM az ARM 64 bites AMBA 3 AXI sínjével csatlakozik a processzorhoz. Ez kétszer olyan széles, mint a korabeli Apple iPhone és iPod touch készülékek memóriasínjei, ezzel jobban támogatja az iPad megnövekedett grafikai sávszélesség-igényét.

## Történet
Az Apple A4 csipet, az eredeti iPad-del együtt, 2010. január 7-én mutatták be az Apple „Latest Creation” (jelentése magyarul kb. legújabb teremtés) című marketingrendezvényén.
2010. június 7-én Steve Jobs nyilvánosan megerősítette, hogy az iPhone 4 tartalmazni fogja az A4-es processzort, de ekkor még nem volt ismert annak órajele, sínszélessége vagy gyorsítótárainak nagysága, ezekre csak a korábban megjelent iPad alapján lehetett találgatni.
2010. szeptember 10-étől a 4. generációs iPod Touch és a 2. generációs Apple TV szériák már az új A4 processzorral lettek felszerelve. 2011. október 4-től az Apple frissítette a 4. generációs iPod Touch szériát, amelyben a már létező fekete mellett megjelentetett egy fehér modellt is, mindkettő A4 processzorral volt ellátva.

## Apple A4 processzort tartalmazó termékek
- iPad: 2010 április
- iPhone 4: 2010 június (fekete; GSM), 2011 február (fekete; CDMA), 2011 április (fehér; GSM & CDMA)
- iPod Touch (4. generáció): 2010 szeptember (fekete modell), 2011 október (fehér modell)
- Apple TV (2. generáció): 2010 szeptember

A processzorhoz és részeihez kapcsolódó információk:
- Apple egylapkás rendszerek – az Apple fogyasztói elektronikai eszközökbe épített ARM alapú egylapkás rendszerek
- PWRficient – a P.A. Semi által tervezett processzor. A céget az Apple felvásárolta, saját csiptervező részleg kialakítása céljából.
- PowerVR SGX GPU-k az iPhone 3GS és a 3. generációs iPod Touch készülékekbe is be vannak építve

## Fordítás
Ez a szócikk részben vagy egészben  az   Apple A4 című angol Wikipédia-szócikk ezen változatának fordításán alapul.  Az eredeti cikk szerkesztőit annak laptörténete sorolja fel. Ez a jelzés csupán a megfogalmazás eredetét és a szerzői jogokat jelzi, nem szolgál a cikkben szereplő információk forrásmegjelöléseként.